# Крестовый (Ладожское озеро, Восточные острова)
Кресто́вый (Ристисаари, фин. Ristisaari — «крестовый остров») — небольшой остров в северо-восточной части Ладожского озера. Один из Крестовых островов. Административно относится к Сортавальскому району Карелии.

## География
Размеры — 370 на 170 метров. У берегов острова лежат подводные и надводные камни.
Из растительности на острове трава и кусты, их животного мира — чайки, иногда нерпа.

## История
Risti в переводе с финского — крест. Скорее всего название связано с тем, что на острове жили монахи, облюбовавшие Ладогу в средние века. Островов и мысов с корнем «risti-» в названии по Ладоге наберётся около десятка.
По столбовому мирному договору 1617 года остров отошёл Швеции. Граница проходила по островку чуть южнее Крестового. Там лежал памятный пограничный камень с тех времён.
В годы Великой Отечественной войны финские военные, контролировавшие остров, возвели оборонительные сооружения.
Сохранившиеся со времён войны подземелья загажены отходами рыбацкой жизнедеятельности.